# Мартин Малтерер
Мартин Малтерер (на немски: Martin Malterer; † 9 юли 1386 при Земпах) е рицар от Фрайбург, господар на Валдкирх в Баден-Вюртемберг в Брайзгау в Шварцвалд и австрийски ландфогт в Елзас, Зундгау и Близгау.
Той е син на финанциера Йоханес Малтерер, нар. Мециер, „кунцилман“ на Фрайбург († 15 или 17 февруари 1360) и съпругата му Гизела фон Кайзерсберг († 22 декември 1381), дъщеря на Отеман фон Кайзерсберг († 1355) и Маргарета Зневелин († 1357). Внук е на Фридрих Малтерер († сл. 1317) и Катарина. Майка му Гизела фон Кайзерсберг се омъжва втори път сл. 17 февруари 1360 г. за граф Валрам III фон Тирщайн († 22 май 1403).
Брат е на три сестри: Гизела Малтерер († 4 февруари 1363), омъжена 1356 г. за Хесо V фон Юзенберг († 1379), Елизабет Малтерер († 26 юли 1384), омъжена на 11 юли 1356 г. във Фрайбург за маркграф Ото I фон Баден-Хахберг († 1386, убит в битката при Земпах), и на Маргарета Малтерер (погребана на 16 март 1384), омъжена 1355 или 1357 г. за Йохан фон Блуменек († 1384).
Мартин Малтерер живее в замък Кастелбург над Валдкирх и го престроява. През 1377 г. той започва служба при Леополд III Хабсбург. През 1379 г. той става фогт в Брайзгау, Зундгау и Горен Елзас. През 1386 г. Малтерер е личен пазител на хабсбургския ерцхерцог Леополд III и знаменосец на Фрайбургите в посока Земпах в Швейцария.
Мартин Малтерер е убит на 9 юли 1386 г. в битката при Земпах в Швейцария.

## Фамилия
Мартин Малтерер се жени за Анна фон Тирщайн († пр. 14 юли 1401), дъщеря на доведения му баща граф Валрам III фон Тирщайн († 1403) и първата му съпруга фон Раполтщайн († сл. 1368), дъщеря (вероятно извънбрачна) на фрайхер Йохан III фон Раполтщайн/II († 1362) и Елизабет фон Геролдсек-Лар († 1341). Те имат четири дъщери:
- Анна Малтерер († сл. 1438), омъжена за граф Йохан IV фон Еглизау-Неленбург († 25 февруари 1438), син на граф Йохан III фон Тенген-Вартенфелс († 1408) и Маргарет фон Феринген-Неленбург († сл. 1381).
- Гизела Малтерер († 1442/1450), омъжена I. 1390 г. за рицар Улрих II фон Шварценберг († 1406/1411), II. 1412 г. за Епо II фон Хатщат († 1417), и III. сл. 1417 г. за фрайхер Бертолд цу Щауфен († 27 януари 1448/1 март 1451)
- Верена Малтерер († пр. 1430), омъжена пр. 14 юли 1401 г. за граф Конрад I фон Тюбинген-Лихтенек († ок. 1 октомври 1410), син на граф Готфрид III фон Тюбинген († 1369) и графиня Клара фон Фрайбург, фрау фон Лихтенек († 1371)
- Маргарета Малтерер, сгодена на 17 септември 1390 г. за Хайнрих фон Хахберг († 27 декември 1399), омъжена сл. 27 декември 1399 г. за Каспар фон Клингенберг († 1439)

Вдовицата му Анна фон Тирщайн се омъжва втори път за граф Еберхард VII фон Неленбург († 1421/1422).